# Schodno
Schodno [pronunciación en polaco: /ˈsxɔdnɔ/] (en casubio: Schódno) es un pueblo ubicado en el distrito administrativo de Gmina Dziemiany, dentro del Condado de Kościerzyna, Voivodato de Pomerania, en Polonia del norte. Se encuentra aproximadamente a 8 kilómetros al noreste de Dziemiany, a 12 kilómetros al suroeste de Kościerzyna, y a 62 kilómetros al suroeste de la capital regional Gdańsk.
Para detalles de la historia de la región, véase Historia de Pomerania.
El pueblo tiene una población de 70 habitantes.